# Dimitrie Cuclin
Dimitrie Cuclin (Galați, Romania, 5 d'abril, 1885 - Bucarest, Romania, 7 de febrer, 1978), va ser un compositor, musicòleg, filòsof, escriptor i traductor romanès.

## Biografia
El seu pare, Constantin Cuclin, educat al Seminari Ismail, al Conservatori de Iași i al Conservatori de Bucarest, va ser professor de música secundària entre 1879 i 1897 a l'escola secundària de nois de Galaţi, que el 1887 es va convertir en l'institut "Vasile Alecsandri". Tenia arrels al poble de Cucleni, prop de la població d'Ismail, el nom del poble tenia una connexió evident amb el nom de la família. Els seus avantpassats havien estat personatges importants a la citada ciutat, un d'ells fins i tot arribant a ser alcalde. Un altre avantpassat va ser metropolità, i un altre va ser coronel de l'Exèrcit Blanc, més tard refugiat a Romania. La mare, Minodora, nascuda Pavel, va ser mestressa de casa fins que es va divorciar de Constantin, després del qual, per mantenir el seu fill, va haver de treballar com a minyona de cases per a diferents famílies gàlates. Provenia d'una família amb orígens a la comuna de Pechea, Galați.
Després de l'escola primària, Dimitrie Cuclin assisteix, entre 1896 - 1903, a les set classes de l'institut "Vasile Alecsandri", època del qual daten els seus primers intents compositius i literaris (el drama "Ad majorem feminae gloriam"). Una d'aquestes composicions, un minuet per a quartet de corda, enviat a Dumitru Georgescu-Kiriac a través de la seva sogra, porta el compositor a animar Cuclin a venir a Bucarest, amb l'objectiu d'estudiar el violí, l'any 1903. És rebutjat. per superar el límit d'edat, però es matricularà de teoria i harmonia l'any 1904, podent continuar estudiant també el violí. Després de tres anys d'estudis a la "Academia Regală de Muzică", Cuclin va obtenir una beca del ministre Spiru Haret, per a estudis musicals a França. I així, el nadiu de Galața pren el camí de París, on assistirà al Conservatori durant tres mesos, però no reunirà el nombre de vots necessaris per a l'ingrés. Tot i que això no implicava necessàriament l'expulsió, Cuclin s'afanya a anar a la "Schola Cantorum" de Vincent d'Indy, on romandrà fins al 1914. A París és fa amic de George Enescu i Constantin Brâncuși.
De tornada al seu país, es mobilitza a la guerra, que passarà com a refugiat a Iasi i tocarà a l'orquestra de George Enescu. La pobresa continuarà perseguint el jove compositor fins al 1919 quan, després de substituir Alfonso Castaldi al Conservatori durant 7 mesos, serà nomenat professor de la "Academia Regală de Muzică".
La biografia de Cuclin registra el seu matrimoni l'any 1920 amb Zoe, nascuda Bucurencu, abans Damià, pintora. S'havien conegut a París i viurien una bonica història d'amor i fidelitat durant 53 anys, fins a la mort de Zoe. La parella d'artistes va marxar el 1922 cap a Amèrica, on Dimitrie Cuclin es va convertir en professor de violí i teoria musical al "City Conservatory of Music" i al "Brooklyn College of Music" de Nova York.
Cuclin va tornar a les aules del Conservatori de Bucarest el 1930, per ser, fins al 1948, un molt estimat professor d'harmonia, contrapunt i composició. Durant l'Estat Nacional-Legionari, Cuclin va ocupar el càrrec de Director del Conservatori, sense haver estat mai legionari.
Després d'haver complert, als 65 anys, dos anys de treball dur al Canal, el compositor viu una vida aïllada dedicada a la creació, dedicant-se a la construcció d'un sistema simfònic -20 simfonies, algunes d'elles d'enormes proporcions, i a la reescriptura. les seves diverses vegades el sistema, en la seva totalitat o en parts. És respectat, però ostracitzat, mai formant part del jurat del festival Enescu, del qual va ser el primer premi. Als 90 anys es proposa acollir-lo a l'Acadèmia com a membre corresponent; tanmateix, Mihai Beniuc s'hi oposa, amb l'excusa que Cuclin mereix o ser-ne membre de ple dret o no ésser-ho gens. Cuclin està profundament decebut i marcat; escrivia el seu discurs d'acceptació des de 1969. Durant tot aquest temps va mantenir relacions tenses amb Mihail Jora i Liviu Rusu. En canvi, va gaudir fins a la seva mort de la devoció del seu deixeble, Constantin Mașala.
Mor el 7 de febrer de 1978, 5 anys després de la seva dona, arran de les complicacions d'una malaltia cardíaca contreta al Canal.

## Activitat compositiva
Dimitrie Cuclin va crear un vast sistema simfònic, que consta de 25 simfonies, sent un partidari del monumental en la simfonia. Algunes de les seves simfonies, per exemple, duren tant com un concert simfònic sencer (la dotzena simfonia, la més llarga, dura 6 hores). Cuclin també va compondre 6 òperes:
- - "Sòria" (1911)
  - "Ad majorem feminae gloriam" (1915)
  - "Traian și Dochia" (1921)
  - "Agamèmnon" (1922)
  - "Bellerophont" (1925)
  - "Meleagridele" (1958)

També és autor d'un ballet, "Tragedie în pădure" (1962).
A part d'aquestes, Cuclin va compondre sonates, sonatines, quartets, madrigals, valsos, peces corals, concerts per a violí, piano, cançons d'inspiració popular, etc. La gran majoria de les seves creacions no s'han representat i encara no s'ha elaborat un catàleg complet de les seves peces. La llista més completa de composicions cuclinianes la trobem a la monografia de Tomescu, aturant-se evidentment al nivell de 1956. Moldovan, a la seva monografia, reprodueix la llista de Tomescu sense addicions.
Com a compositor, Cuclin és un exponent de l'escola francesa, en la línia de César Franck i Vincent d'Indy.

## Treballs de teoria musical
Cuclin va ser un autor prolífic de llibres de text i tractats de teoria musical d'alt nivell, incloent:
- Tractat de les formes musicals: Per a l'ús de l'ensenyament acadèmic i secundari, Bucarest: Tipografia "Bucovina" I.E. Toroutiu, 1934
- Llibres de text de música per a graus I-V
- Tractat de música elemental: per als graus I-VIII de les escoles secundàries, Bucarest, 1946
- També va publicar 5 monografies teòriques musicals ("Aportacions a l'eventual reforma dels fonaments de la música") d'un cicle previst de quaranta.
- També es poden esmentar aquí dues comunicacions recolzades per Cuclin en congressos internacionals:
- Le rôle du chant grégorien dans le passé jusqu'à nos jours et du chant byzantin, das l'avenir, Bucarest: Bucovina I. E. Toroutiu, 1936 (comunicació al 5th International Congress of Byzantinology, Roma, 1936)
- Les trois définitions de la musique, comunicació a l'Accademia Musicale Chigiana de Siena

## Obres literàries
Cuclin va escriure molt, en romanès, anglès i francès. La seva obra literària inclou obres de teatre, llibrets musicals i poemes, molts manuscrits. Entre les publicacions destaquem les següents:
- - Mística de la destinació. Poésies diverses, Bucarest: Imprimeries Independenta, 1919
  - Poemes, Bucarest, Tiparul Oltenia, any desconegut
  - Doine si sonnet, Bucarest, Tiparul Oltenia, 1932
  - Sofonisba: tragèdia en pròleg i tres actes en vers, Bucarest, Tipografia Presa, 1945

Dimitrie Cuclin fou un poeta profundament deutor de la lírica romanesa d'abans de la guerra, que conreà amb predilecció la forma del sonet, sobre el qual té les seves pròpies idees: els quartets han de contenir el marc d'un drama, tertina el drama real i l'últim vers ha de contenir el marc d'un drama, ser el més poderós i sorprenent. Els seus sonets utilitzen una imatgeria rica i tenen empenta oratòria, que sovint es mantenen al nivell d'exclamacions en vers. El 1969 Cuclin va considerar a Negruzzi, Ghica, Odobescu, Creangă i Delevrancea com els més grans escriptors romanesos, com a prosistes i com a poetes Eliade-Rădulescu, Bolintineanu, Alexandrescu, Alecsandri, Eminescu, Vlahuță, Coșbuc i Goga, cosa que mostra clarament el seu gust literari, estaven fortament orientats cap als clàssics i els seus epígons, gustos que també imprimeixen la seva creació literària. Un projecte editorial per publicar un CD de poemes titulat Rime a principis dels anys setanta va fracassar. Marin Preda, aleshores director de l'editorial "Cartea Românească", no va aprovar la publicació, després que el volum havia estat prèviament rebutjat per l'editorial Minerva.

## Traducció
L'èxit més important de Dimitrie Cuclin en aquest camp és la publicació de traduccions molt reeixides des del punt de vista literari de l'obra de Mihai Eminescu, en el volum Poemes, (Bucarest: Bucovina, I.E Toroutiu, 1938). La seva traducció del poema "Luceafărul" va ser molt apreciat, després d'haver estat reeditat recentment per l'editorial Miracol de Bucarest, en un volum que conté les traduccions a cinc idiomes de l'obra Eminescu.
També va traduir els dos primers llibres dels Dejunis (Fastelor), d'Ovidi, també publicats per Toroutiu (any desconegut).